# Розовый бутон
«Розовый бутон» (англ. Rosebud, другой вариант названия «Бутон розы») — американский фильм 1975 года режиссёра Отто Премингера. В главных ролях снимались Питер О'Тул, Ричард Аттенборо и Питер Лоуфорд. Сценарий был написан сыном Отто, Эриком Ли Премингером, по роману Джоан Хэмингуэй и Поля Бонекаррера. Изначально в фильме должен был сниматься Роберт Митчем, но он ушел из-за разногласий с Премингером. Ким Кэтролл дебютировала в фильме, будучи еще подростком.  

## Сюжет
Группа палестинских террористов захватывает яхту «Розовый бутон» и находящихся на ней пять дочерей миллионеров и требуют показать по телевидению плёнку со своими требованиями. Секретный агент Мартин (О’Тул) берётся выследить террористов…

## В ролях
- Питер О’Тул — Ларри Мартин
- Ричард Аттенборо — Эдвард Слоат
- Клифф Горман — Яфет Хемлек
- Клод Дофин — Шарль-Андрэ Фаржо
- Джон Линдсей — сенатор Донован
- Питер Лоуфорд — лорд Картер
- Раф Валлоне — Джордж Николаос
- Адриен Корри — леди Картер
- Амиду — Киркбейн
- Йосеф Шилоач — Хакам
- Бригитт Ариель — Сабина
- Изабель Юппер — Хелена Николаос
- Лалла Уорд — Маргарет
- Ким Кэттролл — Джойс Донован
- Дебра Бергер — Гертруда

## Интересные факты
- В фильме сыграла свою первую роль Ким Кэттролл, впоследствии ставшая звездой телесериала «Секс в большом городе». Роль её отца исполнил Джон Линдсей (англ. John Lindsay), американский политик и мэр Нью-Йорка в 1966—1973 годах.